# مارتینزویل (ایندیانا)
مارتینزویل، ایندیانا (به انگلیسی: Martinsville, Indiana) یک شهر در ایالات متحده آمریکا با جمعیت ۱۱٬۸۲۸ نفر است که در ایندیانا واقع شده‌است.

## موقعیت جغرافیایی
موقعیت جغرافیایی شهرها و مناطق اطراف به شرح زیر است: